# XXI Universiade
La XXI Universiade estiva (第二十一届夏季大学生运动会) fu un evento internazionale multi-sport che si svolse a Pechino dal 22 agosto al 1º settembre 2001. A total of 6,757 athletes from 165 nations took part in 12 sports. Il paese opitante, la Cina, fu la prima nazione del medagliere, con un totale di 103 medaglie e 54 ori; più del doppio degli stati uniti i quali giunsero secondi per numero di medaglie.

## Processo di selezione
La città cinese di Pechino venne eletta organizzatrice della XX Universiade durante la riunione del Comitato Esecutivo della FISU svoltasi a Bratislava  Slovacchia il 29 novembre 1998. Le altre città candidate all'organizzazione dell'evento furono:
- Belgrado  Jugoslavia, successivamente eletta per la XXV Universiade
- Kaohsiung  Taipei Cinese ( Taiwan)

## Sport
La manifestazione ha visto cimentarsi atleti in 12 sport (di cui due opzionabili: il Judo e il Tennistavolo):
- Atletica leggera (dettagli)
- Calcio (dettagli)
- Ginnastica artistica (dettagli)
- Ginnastica ritmica (dettagli)
- Judo (dettagli) (opzionale)
- Pallacanestro (dettagli)
- Pallanuoto (dettagli)
- Pallavolo (dettagli)
- Scherma (dettagli)
- Nuoto (dettagli)
- Tennis (dettagli)
- Tennistavolo (dettagli) (opzionale)
- Tuffi (dettagli)

La ginnastica ritmica divenne uno sport obbligatorio in questa edizione.